# UR-416

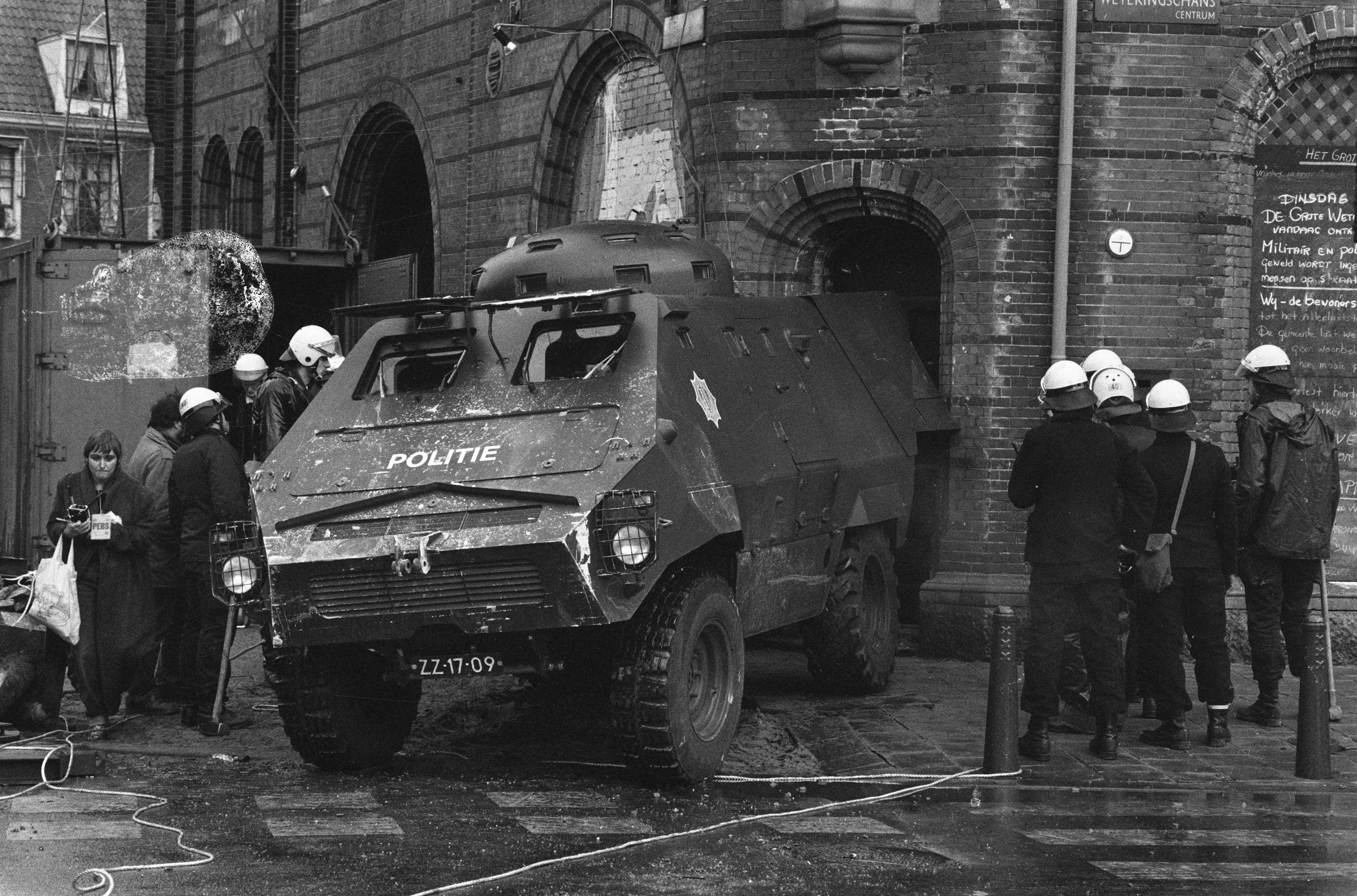
UR-416 der niederländischen Polizei im Einsatz bei der Räumung eines besetzten Gebäudes in Amsterdam 1980

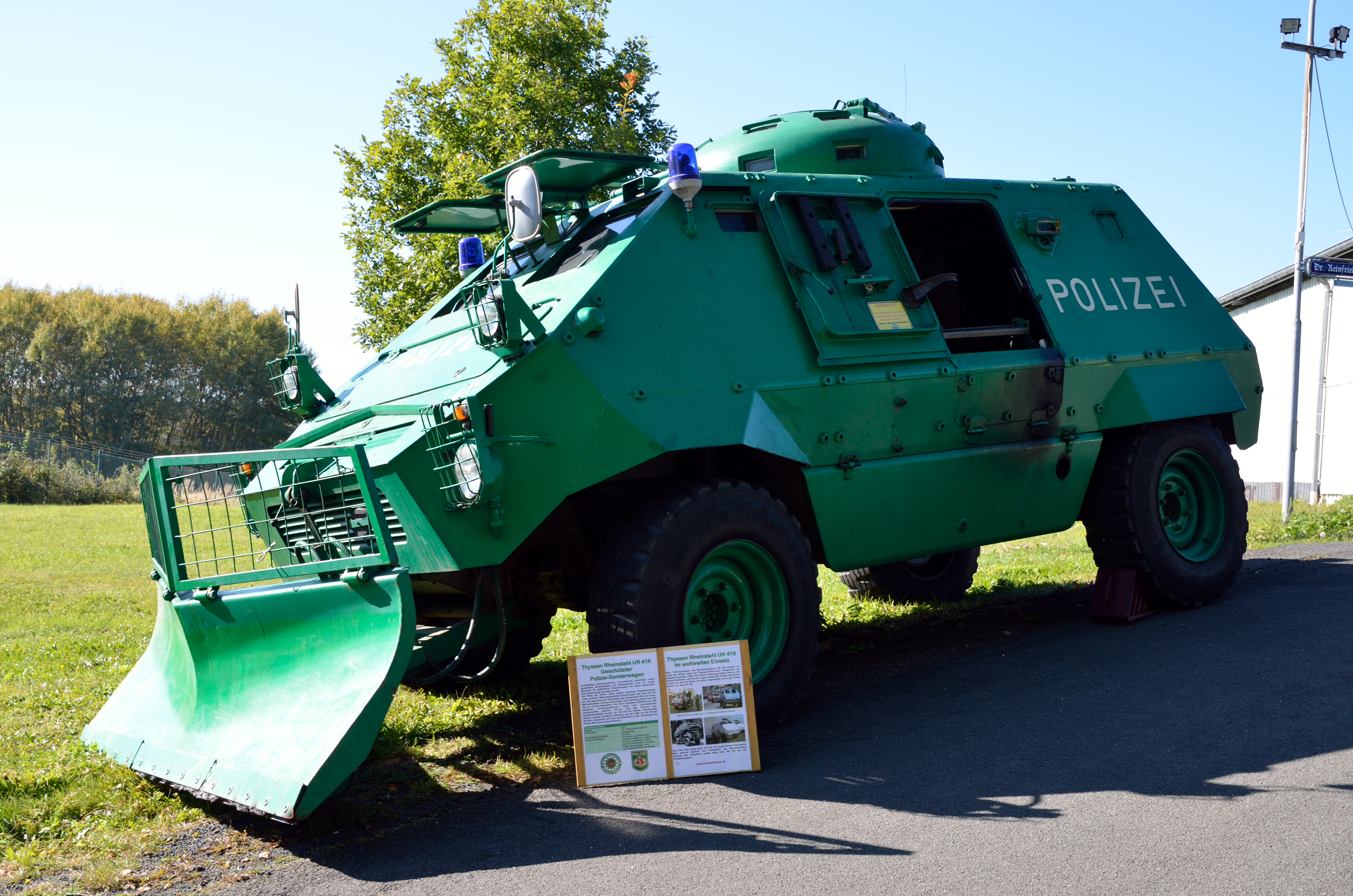
UR-416 als Polizei-Sonderwagen im 1. Deutschen Polizeioldtimer-Museum in Marburg (Aufnahme von 2011)

Der UR-416 ist ein gepanzertes, zweiachsiges Fahrzeug auf der Basis des Unimog 416, das von Rheinstahl hergestellt wurde und vornehmlich für polizeiliche Aufgaben eingesetzt wurde. Zwischen 1969 und 1989 wurden insgesamt 816 Fahrzeuge ausgeliefert, sie tragen das Baumuster 416.160. Hervorgegangen ist der UR-416 aus den Fahrzeugen Unimog SH und Unimog T, die auf der Baureihe 404 basieren.

## Beschreibung
Das Fahrzeug ist auf dem Fahrgestell des Unimog 416 mit 2900 mm Radstand aufgebaut und wird von einem flüssigkeitsgekühlten Sechszylinderreihendieselmotor des Typs OM 352 angetrieben, der 81 kW leistet. Daimler gibt an, dass es den Motor für den UR-416 auch in einer Leistungsvariante mit 74 kW gab; Chant schreibt, dass die Leistung 89 kW beträgt. Der Innenraum bietet Platz für neun Personen. Auf dem Dach kann ein gepanzerter Beobachtungsstand montiert sein, am Bug kann ein Räumschild montiert werden.

## Technische Daten
|                        | UR-416                   |
| ---------------------- | ------------------------ |
| Länge                  | 5210 mm                  |
| Breite                 | 2300 mm                  |
| Höhe mit Gefechtsturm  | 2520 mm                  |
| Masse                  | 7600 kg                  |
| Wattiefe               | 1400 mm                  |
| Steigfähigkeit         | 70 %                     |
| Maximale Hindernishöhe | 550 mm                   |
| Bodenfreiheit          | 440 mm                   |
| Motor                  | OM 352, 5675 cm³, 89 kW  |
| Kraftstoffbehälter     | 150 l                    |
| Reichweite             | 700 km                   |
| Höchstgeschwindigkeit  | 85 km/h                  |
| Hauptbewaffnung        | Maschinengewehr 7,62 mm  |
| Panzerung              | Stahlplatten, geschweißt |
| Besatzung              | 2+8                      |
| Quelle                 | [ 2 ]                    |

## Nutzerstaaten
Deutsche und ausländische Spezialeinheiten setzten den UR-416 ein. Aus dem UR-416 wurde in Rhodesien in den 1970er-Jahren ein ähnliches Fahrzeug entwickelt, das Mine Protected Combat Vehicle. Die Nutzerstaaten des UR-416 sind bzw. waren:
- Argentinien
- Deutschland
- Ecuador
- El Salvador
- Griechenland
- Katar
- Kenia
- Marokko
- Niederlande
- Pakistan
- Peru
- Philippinen
- Saudi-Arabien
- Simbabwe
- Spanien
- Togo
- Türkei
- Venezuela